# Baldur Geipel
Baldur Geipel (* 24. Dezember 1933 in Reichenbach im Vogtland) ist ein deutscher Bildhauer und freischaffender Künstler in München.

## Lebenslauf
Baldur Geipel wurde als Sohn von Kurt und Helene Geipel, geb. Glauche geboren. Er besuchte von 1948 bis 1952 die Fachschule in Oberammergau in der Klasse bei Hans Schwaighofer (1920–2000). Nach bestandener Gesellenprüfung 1952 arbeitete er 1952/53 in der Werkstatt von Richard Lang (1920–2006) ebenfalls in Oberammergau. Von 1953 bis 1959 studierte er an der Akademie der Bildenden Künste München als Meisterschüler bei Professor Josef Henselmann und erwarb 1959 das Abschlussdiplom.
Seit 1959 ist er selbständig tätig. 1961 war er Stipendant des DAAD in Frankreich. Von 1978 bis 1996 unterrichtete Baldur Geipel als Fachlehrer für Bildhauerei an der Fachschule für Schreiner und Holzbildhauer in Garmisch-Partenkirchen. Seit 1997 arbeitet er als freischaffender Künstler in München und gestaltet in Bronze, Holz und Papier.

## Preise und Auszeichnungen (Auswahl)
- 1949: 2. Preis, Reiseandenken, Wettbewerb, Oberammergau
- 1955: 1. Preis, staatl. Wettbewerb Außenfassade der Matthäuskirche München in Gemeinschaftsarbeit mit Anselm Gleixner
- 1959: 3. Preis, Kleinplastik, Olympiawettbewerb des N.O.K.
- 1971: Preis beim Wettbewerb des internationalen Designzentrums Berlin, „Kind und Umwelt“
- 1974: Seerosenpreis für bildende Kunst der Landeshauptstadt München
- 1994: Grafikpreis pro art international
- 2001: Wanderpreis – Seerosenring

## Einzelausstellungen (Auswahl)
- 1987: Ausstellung in der Galerie der Künstlergilde Esslingen
- 1989: Dresdner Bank, Erding
- 1990: Galerie Couleur, Rosenheim
- 1995: Kloster Seeon, Kultur und Bildungszentrum
- 1997: Schloss Voigtsberg, Oelsnitz, Teppich- und Heimatmuseum
- 2001: Galerie Frank, München
- 2001: Pilatushaus, Oberammergau
- 2003: Galerie Schloss Netzschkau, Vogtland
- 2005: Üblacker-Häusl, München (Die Platte und das Blatt)
- 2007: Villa Taubenschlag, Garmisch (Plastik und Grafik)
- 2009: Malura Museum, Oberdiessen (50 Jahre Bildhauer und Radierer, 1959–2009)
- 2012: Künstlerhaus München 1990–2012 (Relief, Radierung, Zeichnung, Faltung)
- 2013: Lebensphasen, Lichthof im Rathaus Vaterstetten

## Ausstellungsbeteiligungen (Auswahl)
Seit 1963: Große Kunstausstellungen, Haus der Kunst, München; Seerosenpreis in München, Bonn, Regensburg, Passau; Kunstausstellungen Wasserburg; Künstlergilde Esslingen und Regensburg
- 1978: BBK München, Kunst am Bau, Künstler arbeiten im Auftrag der Öffentlichkeit
- 1986: Künstlerbund Garmisch-Partenkirchen
- 1986: Lokschuppen Rosenheim („Wirklich Tiere?“)
- 1999: Sonderbeitrag, Künstlerbund Garmisch-Partenkirchen
- 2000: Skulpturen im Innenhof des Münchner Künstlerhauses mit Susi Rosenberg
- 2000: Kunst im Bundespatentgericht München mit Irene Hallman-Strauß
- 2007: Bronzeplastik, Werdenfelsmuseum, Partenkirchen
- 2007: Landsberg an der Warthe, Polen
- 2008: Reiffenstuel-Haus, Pfarrkirchen, mit Konrad Hetz und Erhard Paskuda
- 2008: Kleinplastik, Burghausen
- 2008: Rathausgalerie München, 60 Jahre Seerosenkreise, Literatur, Kabarett und Bildende Kunst
- 2011: Skulpturenweg, Kunstfrühling, Bad Wörishofen
- 2013: 50 Jahre Sonderausstellung, Malura Museum
- 2013: 65 Jahre Seerosenkreis, Münchner Künstlerhaus
- 2014: Jahresausstellung Kunstverein, Bad Wörishofen
- 2014: Künstlernetzwerk Föhn e. V., Kunstmesse Ingolstadt
- 2014: Schöner Wohnen, Neue Münchner Künstlergenossenschaft, Oberste Baubehörde München
- 2015: 50 Jahre Künstlerbund e. V., Garmisch-Partenkirchen
- 2015: 50 Jahre Kunst im Bundespatentgericht München
- 2016: Hundertzwanzig, Kunsthaus Fürstenfeld, Neue Münchner Künstlergenossenschaft
- 2016: Über alle Berge, Südtiroler Künstlerhaus, Prisma und Neue Münchner Künstlergenossenschaft

## Arbeiten im öffentlichen Raum
Arbeiten im öffentlichen, kirchlichen und privaten Besitz befinden sich in Portugal, England und Deutschland.
- 1960: Kreuzweg, Kupfer getrieben, katholische Kirche, Warmensteinach
- 1963: Spielplastik, Beton, Kinderspielplatz, Dachau
- 1967: Altarkreuz, Messing getrieben, evangelische Kirche, Unterdürrbach
- 1969: Leuchterpaar, Bronze, St. Johannes Evangelist, München
- 1970: Madonnenrelief, Bronze, St. Johannes Evangelist, München
- 1971: Kinderspielplatz, Kirchheim bei München
- 1973: Kinderspielplatz, München, Johannisplatz
- 1976: Spielgerüst auf einem Kinderspielplatz, München, Görzerstraße
- 1980: Antonius-Relief in St. Helena, München
- 1988: Hofgestaltung: Bewegliche Bronzeskulptur und Baum in der Behindertenwerkstatt Dachau

## Mitgliedschaften
- Mitglied der Neuen Münchner Künstlergenossenschaft[1]
- Künstlerbund Garmisch-Partenkirchen[2]
- Künstlergilde Esslingen